# لیکوی پولکی
لیکوی پولکی (نام علمی: Turdoides squamulata) گونه‌ای از پرندگانتیرهٔ توکایان خندان (Leiothrichidae) است که در اتیوپی، کنیا و سومالی یافت می‌شود. زیستگاه طبیعی آن جنگل‌های خشک نیمه‌گرمسیری یا گرمسیری و بوته‌زارهای خشک نیمه‌گرمسیری یا گرمسیری است.